# Welterbe in Liberia
Liberia ist der Welterbekonvention 2002 beigetreten. Bislang (Stand 2023) wurde noch keine Stätte in Liberia in das UNESCO-Welterbe aufgenommen.

## Tentativliste
In der Tentativliste sind die Stätten eingetragen, die für eine Nominierung zur Aufnahme in die Welterbeliste vorgesehen sind. Derzeit (2023) sind drei Stätten in der Tentativliste von Liberia eingetragen, die letzte Eintragung erfolgte im Januar 2023. Die folgende Tabelle listet die Stätten in chronologischer Reihenfolge nach dem Jahr ihrer Aufnahme in die Tentativliste (K – Kulturerbe, N – Naturerbe, K/N – gemischt).
| Bild                              | Bezeichnung                              | Jahr | Typ | Ref. | Beschreibung |
| --------------------------------- | ---------------------------------------- | ---- | --- | ---- | --- |
| Strenges Naturreservat Berg Nimba | Strenges Naturreservat Berg Nimba (Lage) | 2017 | N   | 6246 | Erweiterung der bestehenden Welterbestätte (grenzüberschreitend mit Elfenbeinküste und Guinea) um Gebiete in Liberia                     |
| Providence Island                 | Providence Island (Lage)                 | 2017 | K   | 6247 | Flussinsel des Mesurado River in Liberias Hauptstadt Monrovia, Landeplatz der ersten von Amerika zurückgekehrten freigelassenen Sklaven. |
|                                   | Gola-Regenwald-Nationalpark              | 2023 | N   | 6650 | |